# جاك فولر (لاعب كرة قدم)
جاك فولر (بالإنجليزية: Jack Fowler)‏ (17 نوفمبر 1902 في المملكة المتحدة - 1979) هو لاعب كرة قدم بريطاني (وحمل سابقاً جنسية المملكة المتحدة لبريطانيا العظمى وأيرلندا) في مركز الدفاع. لعب مع برادفورد سيتي ونادي توركي يونايتد.